# Castéra-Lou
Castéra-Lou település Franciaországban, Hautes-Pyrénées megyében. Lakosainak száma 225 fő (2022. január 1.). Castéra-Lou Lescurry, Bouilh-Péreuilh, Dours, Peyrun és Soréac községekkel határos.

## Népesség
A település népességének változása:
| Lakosok száma | 204  | 212  | 218  | 230  | 231  | 234  | 235  | 234  | 229  | 225  |
|               | 2010 | 2013 | 2015 | 2016 | 2017 | 2018 | 2019 | 2020 | 2021 | 2022 |